# الكرد في المملكة المتحدة
يشير الكرد في المملكة المتحدة إلى الأشخاص من أصل كردي الذين ولدوا في المملكة المتحدة أو يقيمون فيها.

## التاريخ
وصل الكرد لأول مرة إلى بريطانيا بأعداد كبيرة خلال الثمانينيات، معظمهم من الأراضي المتنازع عليها في كردستان (العراق وتركيا وإيران وسوريا)، وكثير منهم فروا من القمع.

## بريطانيون بارزون من أصل كردي
- دلاور علاء الدين، أستاذ علم الأحياء الدقيقة الإكلينيكي ورئيس مجموعة علم الجراثيم الجزيئية والمناعة في جامعة نوتنغهام.
- كوجر بيركار، عالم رياضيات وأستاذ بجامعة كامبريدج.
- فريال كلارك، أول نائبة بريطانية من أصل كردي عن حزب العمل
- إبراهيم دوغوس، سياسي عمالي ورجل أعمال ونائب رئيس بلدية لامبيث منذ أبريل 2019.[3][4]
- تارا جاف، موسيقي كردي معاصر بارز متخصص في القيثارة.
- سعد اسكندر، أكاديمي وباحث.
- شوان جلال، لاعب كرة قدم.[5]
- هوزان محمود، ناشطة في مجال حقوق المرأة ومناهضة للحرب.
- نديم الزهاوي، أول نائب بريطاني كردي.
- كاي كورد، ممثل كوميدي.
- محمد أكسوي، مخرج.